# 丘乃愛唯
丘乃 愛唯（おかの あゆ、1982年4月12日 - ）は、日本の元ストリッパー。
北海道出身。身長155cm、スリーサイズ はB92cm（Fカップ）・W60cm・H88cm。血液型はAB型。

## 略歴
札幌市内のホテルに務めていたとき偶然、テレビでのストリップの紹介を見て興味を持ち、札幌道頓堀劇場（以下、道劇と略）へ観劇に行ったところ、「綺麗だし、楽しそう」と感動。自身もステージに立ちたくなり、2000年3月11日、道劇専属のダンサーとして同劇場で初舞台を踏む。
2005年11月をもって無期限休養に入った。